# Svarthakad timalia
Svarthakad timalia (Cyanoderma pyrrhops) är en liten sydasiatisk fågel i familjen timalior inom ordningen tättingar.

## Utseende och läte
Svarthakad timalia är en liten (10 cm) brunaktig fågel med rött öga och karakteristiskt svart på haka och tugel. Hjässan är gråbeige med tunna bruna streck. Undersidan är orangebrun. Sången består av en snabb serie mycket korta och högljudda visslingar.

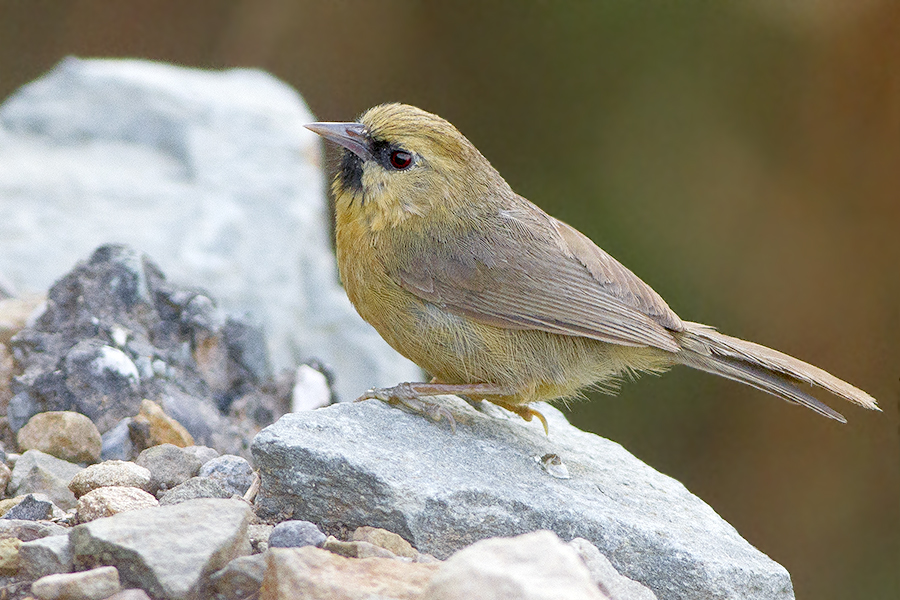

## Utbredning och systematik
Fågeln återfinns i Himalaya, från Kashmir till centrala Nepal. Den behandlas som monotypisk, det vill säga att den inte delas in i några underarter.

### Släktestillhörighet
Tidigare placerades svarthakad timalia med släktingar i Stachyridopsis, då utan kastanjevingad timalia. Studier visar dock att den ingår i släktet, som därmed måste byta namn till Cyanoderma av prioritetsskäl. Längre tillbaka placerades arterna i släktet Stachyris tillsammans med de filippinska arterna som nu förs till Sterrhoptilus och Dasycrotapha i familjen glasögonfåglar.

## Levnadssätt
Svarthakad timalia hittas i undervegetation i öppen skog samt i igenväxande buskmarker, mellan 245 och 2750 meters höjd. Födan består av insekter, ibland även bär. Den ses i grupper om åtta till tio fåglar, ofta tillsammans med andra arter. Fågeln häckar mellan april och augusti. Arten är stannfågel.

## Status och hot
Arten har ett stort utbredningsområde och en stor population med stabil utveckling och tros inte vara utsatt för något substantiellt hot. Utifrån dessa kriterier kategoriserar internationella naturvårdsunionen IUCN arten som livskraftig (LC). Världspopulationen har inte uppskattats men den beskrivs som ganska vanlig.

## Namn
På svenska har fågeln även kallats svarthakad busktimalia och svarthaketimalia